# Tender Mercies - Un tenero ringraziamento
Tender Mercies - Un tenero ringraziamento è un film del 1983 diretto da Bruce Beresford.
Fu presentato in concorso al 36º Festival di Cannes.

## Trama
Mac Sledge è un cantante country alcolizzato divorziato con una figlia che non vede da anni, ormai sulla via del tramonto. Dopo aver trascorso due notti a bere in un piccolo motel, non avendo soldi per pagare la proprietaria Rosa Lee, una vedova del Vietnam, si offre di lavorare per lei. Successivamente i due si innamorano e si sposano. Mac si affeziona molto al figlio di Rosa Lee, Sonny, finendo per trattarlo come se fosse suo figlio. Grazie alla conoscenza di un gruppo country, in Mac ritorna la voglia di cantare.

## Colonna sonora
Robert Duvall ha scritto i brani Fool's Waltz, I've Decided to Leave Here Forever e interpretato It Hurts to Face Reality, Fool's Waltz, I've Decided to Leave Here Forever, Wings of a Dove, If You'll Hold the Ladder (I'll Climb to the Top).

## Riconoscimenti
- 1984 - Premio Oscar
  - Miglior attore protagonista a Robert Duvall
  - Migliore sceneggiatura originale a Horton Foote
  - Candidatura Miglior film a Philip Hobel
  - Candidatura Migliore regia a Bruce Beresford
  - Candidatura Miglior canzone (Over You) a Austin Roberts e Bobby Hart
- 1984 - Golden Globe
  - Miglior attore in un film drammatico a Robert Duvall
  - Candidatura Miglior film drammatico
  - Candidatura Migliore regia a Bruce Beresford
  - Candidatura Miglior attrice non protagonista a Tess Harper
  - Candidatura Miglior canzone (Over You) a Austin Roberts e Bobby Hart
- 1983 - Festival di Cannes
  - Candidatura Palma d'Oro a Bruce Beresford
- 1984 - Kansas City Film Critics Circle Award
  - Miglior film
  - Miglior attore protagonista a Robert Duvall
- 1983 - Los Angeles Film Critics Association Award
  - Miglior attore protagonista a Robert Duvall
- 1983 - New York Film Critics Circle Award
  - Miglior attore protagonista a Robert Duvall